# Виланова дел Батиста
Вилано̀ва дел Батѝста (на италиански: Villanova del Battista) е село и община в Южна Италия, провинция Авелино, регион Кампания. Разположено е на 742 m надморска височина. Населението на общината е 1729 души (към 2010 г.).